# Laranjeiras (Sergipe)
Laranjeiras is een gemeente in de Braziliaanse deelstaat Sergipe. De gemeente telt 24.714 inwoners (schatting 2009).

## Aangrenzende gemeenten
De gemeente grenst aan Riachuelo, Areia Branca, Nossa Senhora do Socorro, São Cristóvão, Maruim en Santo Amaro das Brotas.

## Verkeer en vervoer
De plaats ligt aan de noord-zuidlopende weg BR-101 tussen Touros en São José do Norte. Daarnaast ligt ze bij de weg SE-245.